# اندیس مورموری
مورموری یک اندیس مصالح ساختمانی است که در حوالی شهر دال پری استان ایلام قرار دارد و مادهٔ معدنی موجود در آن، گچ است.سنگ میزبان این اندیس سنگ گچ است و دیرینگی آن به دوران میوسن می‌رسد. در این اندیس، پاراژنز‌های ژیپس یافت می‌شوند.